# Parzniewice (gmina)
Parzniewice – dawna gmina wiejska istniejąca do 1954 roku w woj. łódzkim. Siedzibą władz gminy były Parzniewice Małe.
W okresie międzywojennym gmina Parzniewice należała do powiatu piotrkowskiego w woj. łódzkim. Po wojnie gmina zachowała przynależność administracyjną. Według stanu z dnia 1 lipca 1952 roku gmina składała się z 14 gromad: Bogdanów, Bogdanów kol., Borowa, Gałkowice Stare, Huta Porajska, Kamienna, Parzniewice Duże, Parzniewice Małe, Parzniewiczki, Pawłów Górny, Podjezioro, Poraj, Władysławów i Włodzimierz.
Jednostka została zniesiona 29 września 1954 roku wraz z reformą wprowadzającą gromady w miejsce gmin. Po reaktywowaniu gmin z dniem 1 stycznia 1973 roku gminy Parzniewice nie przywrócono, a jej dawny obszar wszedł głównie w skład nowej gminy Wola Krzysztoporska w tymże powiecie i województwie.